# A New Era of Corruption
A New Era of Corruption é o terceiro álbum de estúdio da banda Whitechapel. Foi lançado mundialmente em 8 de junho de 2010, através de Metal Blade Records. Nos Estados Unidos, um pouco menos de 10.700 cópias foram vendidas na primeira semana, colocando-o no n º 43 na parada Billboard 200.

## Os temas líricos
Os conceitos e temas líricos de "A New Era of Corruption" é uma esploração de novas fronteiras e detalhes do que outros álbuns anteriores da banda. Com o "The Somatic Defilement" sendo uma narrativa de Jack, o Estripador, e This Is Exile contendo temas políticos e anti-religiosas, A New Era of Corruption é o primeiro lançamento Whitechapel que não é um álbum conceitual. Geralmente se concentra em temas negativos, por exemplo, "Devolver" é escrito dentro do conceito da devolução na sociedade e como ela foi trabalhada em indivíduos "violent and hateful", enquanto "Violência Breeding" foi escrito sobre o aumento da corrupção na sociedade durante os tempos post-9/11 e "Animus" é sobre a morte da mãe do vocalista Phillip Bozeman.

## Lista da trilha
| Edição padrão  |                                                            |         |  |
| N.º            | Título                                                     | Duração |  |
| 1.             | "Devolver"                                                 | 3:58    |  |
| 2.             | "Breeding Violence"                                        | 3:19    |  |
| 3.             | "The Darkest Day of Man"                                   | 3:00    |  |
| 4.             | "Reprogrammed to Hate (com Chino Moreno do Deftones)"      | 3:45    |  |
| 5.             | "End of Flesh"                                             | 4:03    |  |
| 6.             | "Unnerving"                                                | 3:39    |  |
| 7.             | "A Future Corrupt (com guitarra solo de Jason Suecof)"     | 2:57    |  |
| 8.             | "Prayer of Mockery"                                        | 3:35    |  |
| 9.             | "Murder Sermon (com Vincent Bennett do The Acacia Strain)" | 3:59    |  |
| 10.            | "Necromechanical (com guitarra solo de Jason Suecof)"      | 4:21    |  |
| 11.            | "Single File to Dehumanization"                            | 4:43    |  |
| Duração total: | Duração total:                                             | 41:39   |  |

| Faixas bônus   |                                                          |         |  |
| N.º            | Título                                                   | Duração |  |
| 12.            | "Animus (disponível apenas em versões digitais e vinil)" | 3:35    |  |
| Duração total: | Duração total:                                           | 41:39   |  |

## Créditos
| Whitechapel - Phil Bozeman - vocais - Ben Savage - guitarra - Alex Wade - guitarra - Zach Householder - guitarra - Gabe Crisp - baixo - Kevin Lane - bateria, percussão | Produção - Jason Suecof - produção, engenharia, mixagem - Mark Lewis, Shaun Lopez - engenheiros assistentes - Alan Douches - masterização - Cole Martinez - amostragem, design de som - Shawn Carrano, Andrew Roesch - Gestão - Brent Elliott White - arte |